# Derek Amato
Derek Amato (dɛrɪk ɑˈmɑtoʊ / đê-ric a-ma-tâu) là nhạc sĩ, nghệ sĩ dương cầm người Hoa Kỳ. Ông nổi tiếng và thường được nhắc tới không chỉ vì khả năng sáng tác, tài nghệ biểu diễn dương cầm, mà chủ yếu là vì ông đã bất ngờ và nhanh chóng có những sáng tác và biểu diễn âm nhạc tốt, đến mức được xem là "thiên tài đột ngột về âm nhạc" (Sudden Musical Genius) sau khi bị một tai nạn ở tuổi 39, mặc dù trước tai nạn đó, ông không hề được đào tạo, làm quen với dương cầm nói riêng và lý thuyết âm nhạc nói chung.

## Tiểu sử
Derek Amato sinh ngày 19 tháng 11 năm 1966, tại Colorado. Thời niên thiếu, ông là một học sinh bình thường. Khi trưởng thành, ông đã làm nhiều nghề khác nhau để kiếm sống, rồi làm người hướng dẫn tiếp thị ở Denver. Năm 2002, ông thất nghiệp, trở thành người vô gia cư sau khi mất gần hết vốn do thất bại trong đầu tư kinh doanh, phải "ngủ trong xe của mình và ở các trạm nghỉ trong 3 tháng khi đang tìm việc" (tự truyện). Sau đó, ông đã tìm được việc làm với một công ty dịch vụ bưu chính Hoa Kỳ.
Năm 2006 (lúc ngót 40 tuổi) ông bị tai nạn do tự mình gây ra và bị chấn thương sọ não nhẹ. Sau đó một thời gian, Derek Amato trở nên chơi dương cầm rất giỏi và tự sáng tác nhiều bản nhạc. Các tác phẩm cũng như những cuộc biểu diễn của Derek Amato đã đem lại cho ông nguồn thu nhập đáng kể và nổi tiếng ở cả Hoa Kỳ, Anh, Canada, Pháp và một số nước khác. Tuy nhiên, ông đã giành nhiều thời gian và tiền bạc kiếm được để trợ giúp nhiều người nghèo trong các hoạt động từ thiện.
Trong cuốn sách đã xuất bản, Derek Amato tự gọi tai nạn mình gặp là "My Beautiful Disaster" (Thảm họa đẹp của tôi).

## Thảm họa đẹp
- Lúc đó là tháng 10 năm 2006, Derek Amato về thăm cha mẹ ở quê hương Sioux Falls. Tại nhà một người bạn, ông cùng bạn bè tổ chức một cuộc liên hoan nhỏ, gần một bể bơi. Tại đây, trước khi "tiệc nướng" bắt đầu, Derek Amato đã nghĩ ra một trò chơi và đố các bạn: Ném quả bóng vào khoảng giữa bể bơi và xem ai bắt được vật đó trong lúc nó sắp rơi xuống nước. Derek Amato làm "mẫu" và sau khi bay lên bắt bóng, rơi xuống bể bơi đã bị đập đầu vào đáy bể, máu chảy ra từ tai. Sau đó, ông bơi về phía mép bể bơi và gắng gượng nói với bạn bè rằng mình đã bị thương. Bạn bè đã kéo Derek Amato lên ở tình trạng nửa hôn mê, rồi ông lịm trong vòng tay của hai người bạn là Bill Peterson và Rick Sturm. Hai người bạn thời trung học này đã chở Amato về nhà cha mẹ của ông. Mẹ của Amato đưa con đến phòng cấp cứu. Ở đây, các bác sĩ chẩn đoán Amato bị chấn thương sọ não, mất 35% thính lực ở bên tai trái kèm theo suy giảm trí nhớ, rồi cho điều trị tại nhà.[1][5] Trong quá trình hồi phục, Derek "nhìn thấy" những hình đen và hình trắng ở trước mặt khi nghe thấy âm thanh.
- Khoảng bốn - năm ngày sau vụ tai nạn, cảm thấy sức khỏe như đã hồi phục, có vẻ trở lại bình thường, nên Derek Amato đến chơi nhà của R. Sturm - người bạn đã đưa mình về nhà sau tai nạn tại "tiệc nướng". Ở đây, Amato nhìn thấy phòng trong của nhà bạn có đàn dương cầm, liền bị đàn lôi cuốn và cảm thấy rất muốn chơi, rồi bước tới ngồi trước đàn và đột nhiên... bắt đầu gõ các phím... và chơi rất hay nhiều giờ liền, trước sự ngạc nhiên và ngưỡng mộ của bạn bè. Mặc dù Derek Amato đã tập và chơi đàn ghita trước đây, nhưng trình độ âm nhạc chỉ bình thường và không hề biết chơi dương cầm. Tuy nhiên, những gì xảy ra ngày hôm đó thật không thể tin được: các ngón tay của Amato lướt trên các phím đen, trắng cao, thấp khác nhau và tạo ra những giai điệu đẹp đến nỗi những người không biết về ông sẽ cho rằng Amato đã được đào tạo chính thức và đã luyện tập đàn từ lâu.
- Việc Derek Amato tình cờ phát hiện ra tài năng âm nhạc của mình nhanh chóng được giới truyền thông săn đón. Sau đó không lâu, ông đã xuất hiện trong nhiều cuộc phỏng vấn và các chương trình đối thoại trên truyền hình, hoặc biểu diễn trước những khán giả được mời ở phòng thu hình trực tiếp. Trong một cuộc phỏng vấn của The Discovery Science Channels, ông nói rằng: "Nhạc ở trong tâm trí tôi, tôi nhìn thấy nó trong đầu, và các ngón tay của tôi làm phần còn lại". Các phóng viên đã tìm hiểu thêm và biết rằng: lúc đó, Derek không thể đọc và chơi một bản nhạc soạn cho dương cầm, thậm chí là bản nhạc của trẻ em "Twinkle, Twinkle, Little Star" (Ngôi sao nhỏ lấp lánh), nhưng ông đã ứng tác nhiều tác phẩm hay. Derek Amato kể rằng: khi ngồi trước đàn dương cầm, tự nhiên thấy những hình đen và trắng xuất hiện và cho hai tay biết phải ở đâu trên bàn phím và ngón nào gõ vào phím nào. Quá trình này diễn ra rất nhanh và mạnh mẽ đến mức không kiểm soát được, cũng như không biết điều gì xảy ra tiếp theo. Ông còn cho biết rằng mình không biết các giai điệu đã chơi thuộc dòng nhạc nào: pop, hay rock hoặc cổ điển kiểu Beethoven.
- Derek có tên trong danh sách nghiên cứu của Hiệp hội Y khoa Wisconsin.[2] Khả năng âm nhạc của Derek đã được công chiếu trên nhiều chương trình phim và truyền hình, như "Ingenious Minds" của The Discovery Science Channels, cũng đã phát ở Việt Nam trên kênh truyền hình NAT GEO (Hội Địa lý Quốc gia Hoa Kỳ) và kênh Planet Earth (Hành tinh Trái Đất) có phụ đề tiếng Việt.[5]
- Sau các sự kiện trên, Amato quyết định không bao giờ đi làm thuê nữa. Ông giã từ chiếc xe của hãng Winnebago sản xuất năm 1984 mà mình đã từng biến thành nhà di động trong một thời gian khá dài lúc vô gia cư.[7] Derek Amato là cha của ba đứa con,[8] thu âm nhiều bản nhạc, phát hành album và thích câu cá.[9]

## Cơ chế bệnh lý

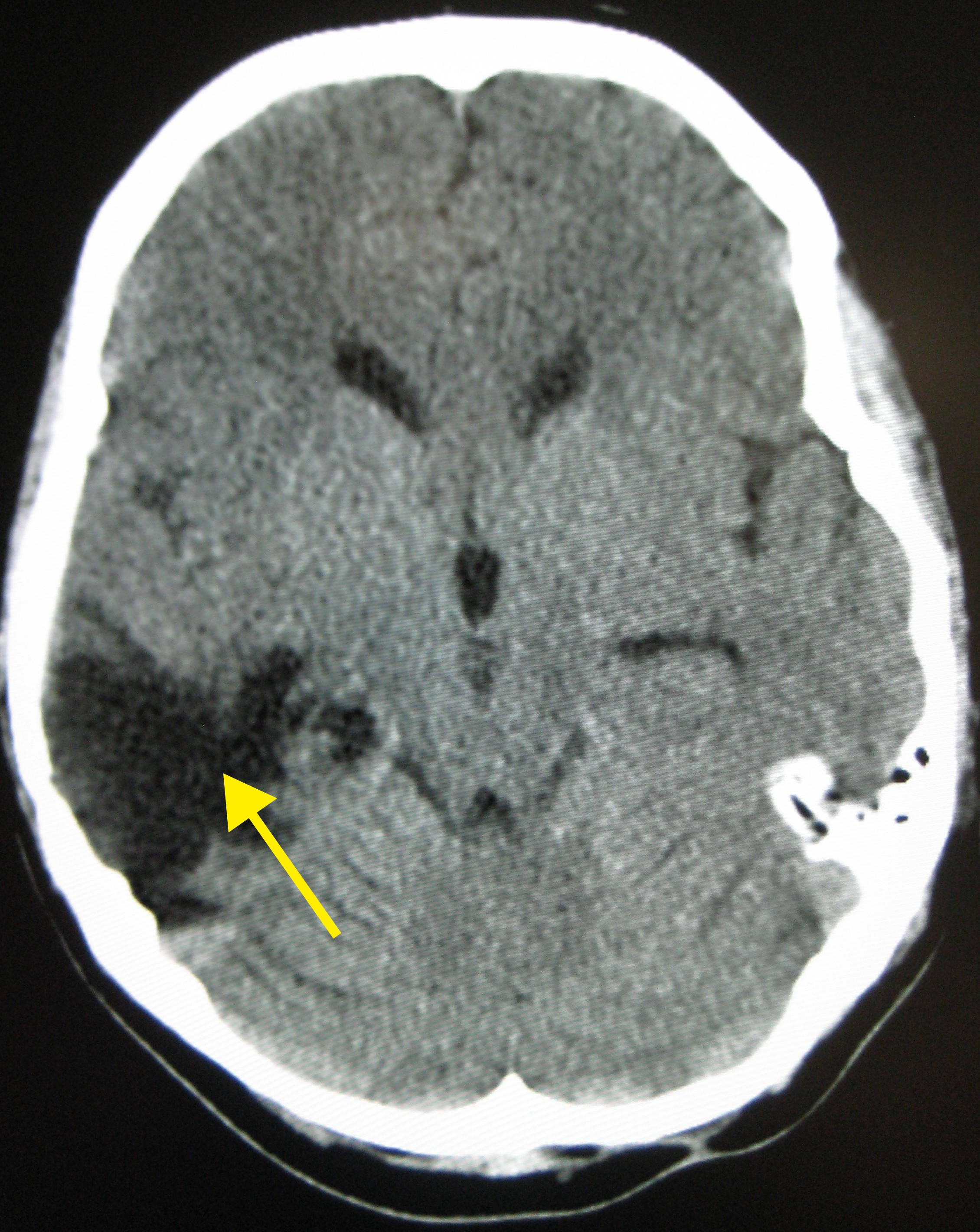
Chấn thương não gây tụ máu (điểm có mũi tên chỉ) trong sọ, ở bán cầu não trái.

- Derek Amato đã tự tìm hiểu những sự kiện lạ lùng xảy ra với mình. Ông tra cứu trên Internet và biết rằng mình đã bị bệnh gọi là hội chứng savant, mà ông nghĩ rằng "savant" chắc là một loại bánh của Pháp. Sau đó, ông gặp một số bác sĩ. Tiến sĩ Andrew Reeves ở Phòng khám Mayo - người khám trực tiếp - cho biết Amato mắc một chứng bệnh hiếm gặp được gọi là Acquired Savant Syndrome (hội chứng bác học mắc phải). Đây là một chứng bệnh gây ra sự xuất hiện đột ngột một khả năng xuất chúng phi thường, sau khi bị chấn thương não hoặc mắc bệnh nào đó có tác động đến não, mà trước đây khả năng này chưa có hoặc chỉ thể hiện mờ nhạt. Tiến sĩ Reeves cho rằng chấn thương chắc chắn đã làm thay đổi cấu trúc và hoạt động trong não của Amato, có liên quan đến những biến đổi sinh hóa thần kinh. Amato có thể là người đàn ông duy nhất trên thế giới có được tài năng âm nhạc thiên tài như vậy sau khi bị chấn động não, với xác suất (tính vào thời điểm đó) là 1/7000000000 (một phần bảy tỉ).[10] Tiến sĩ cũng nói với NBC: "Loại chứng bệnh anh ấy bị là hiếm, đồng thời lại rất độc đáo về khả năng âm nhạc, thị giác và vận động". Đây là hội chứng bác học mắc phải, là tình trạng một người trước đây không có tài năng đáng kể, nhưng sau chấn thương hoặc bị bệnh lại biểu hiện năng lực xuất sắc.[11]
- Derek Amato còn liên lạc qua mạng với tiến sĩ Darold Treffert, người đã từng cố vấn cho bộ phim "Rain Man", vốn là một chuyên gia về hội chứng bác học. Amato đã gửi e-mail và sớm nhận được trả lời của ông. Tiến sĩ Treffert - lúc đó đã nghỉ công tác ở Trường Đại học Y Wisconsin - qua thư điện tử cũng chẩn đoán Amato mắc "hội chứng bác học mắc phải". Tiến sĩ còn cho biết thêm: trong Y học thế giới đã ghi nhận trường hợp một học sinh trung học bị đánh đập dã man, sau đó trở thành người duy nhất được biết trên thế giới không dùng máy tính mà vẫn thiết kế các mẫu hình học phức tạp được gọi là phân dạng (fractal); trường hợp khác là một cơn đột quy đã biến một y tá thành một họa sĩ nổi tiếng với tác phẩm xuất hiện trên các ấn phẩm như The New Yorker và trong các buổi triển lãm tranh, và được bán với giá hàng nghìn đô la.[2] Tiến sĩ cũng khẳng định rằng Amato còn xuất hiện khả năng cảm giác kèm (synesthesia).[1] Ngoài ra, Amato còn bị suy giảm trí nhớ: quên những hiện tượng đã gặp trên đường đi, đôi khi không thể nhớ bạn đã nói gì với mình vài phút trước. Amato cũng bị suy giảm thính lực, hay bị nhức đầu và nhạy cảm với ánh sáng cường độ cao; tuy nhiên hiện nay vẫn "cảm thấy thật khỏe mạnh và tuyệt vời".[12]
- Hội chứng bác học là một hội chứng - bệnh ở người, làm cho người bệnh có một hoặc vài khả năng xuất chúng, vượt xa mức trung bình.[13] Hội chứng này có thể được di truyền hay sinh ra đã có (gọi là hội chứng bác học bẩm sinh) hoặc xuất hiện sau một sự kiện nào đó như chấn thương não, bệnh hoặc sang chấn tinh thần (gọi là hội chứng bác học mắc phải).[14] Trường hợp của Amato là kiểu "một bi kịch biến bạn thành thiên tài" sau một đêm. Tuy nhiên, Derek Amato cho rằng không phải mình chỉ có một "bi kịch". Amato kể rằng mình đã có khoảng bảy lần chấn động não đáng kể từ khi còn nhỏ đến "thảm họa" nói trên. Trong đó có lần ngã, bị đập đầu khi chạy trên sân chơi nhà trường, chấn động não khi luyện tập võ tổng hợp, chơi bóng chày, đánh bóng rổ. Amato cho rằng chúng không chỉ tạo ra các vết sẹo "kỉ niệm", mà còn gây tổn thương ít nhiều lên tiểu não, ảnh hưởng đến sự thăng bằng của mình, nhưng Amato không để ý vì vẫn cảm thấy khá khỏe mạnh. Ngoài ra, khi Amato cảm thấy có triệu chứng hơi lạ, thì đều đến khám để các bác sĩ có thể chụp cắt lớp và đảm bảo rằng vẫn ổn.[3]
- Ở trường hợp của Derek Amato, "thiên tài" đã xuất hiện do chấn thương não, đó là điều chắc chắn; nhưng do bao nhiêu lần chấn thương tích tụ lại rồi cuối cùng mới có "một giọt nước gây tràn ly" hay chỉ một lần duy nhất là tai nạn đập đầu ở bể bơi? Câu hỏi này hiện vẫn chưa có trả lời.
- Hiện tượng "bác học mắc phải" như ở Derek Amato và những người bệnh tương tự khác chứng tỏ mỗi con người có thể tiềm ẩn một số tài năng nhất định, mà một "thảm họa" lại có thể tình cờ đánh thức dạy.

## Sự nghiệp

### Biểu diễn
- Derek Amato có nhiều chương trình biểu diễn độc tấu nhạc cụ, trong đó Amato không chỉ chơi dương cầm, mà còn dùng nhạc cụ khác (ông biết tám loại nhạc cụ), hoặc hát.
- Biểu diễn cùng nữ ca sĩ khiếm thính Mandy Harvey và dàn nhạc giao hưởng Denver.[15][16]

### Phát hành album
- Album đầu tiên của Derek Amato có tên là "Full Circle".[17]
- "The Script" phát hành ngày 20 tháng 12 năm 2014.[18]

### Ghi danh
- Được Society of Independent Artists (Hiệp hội các nghệ sĩ độc lập) của LA chọn là Nghệ sĩ của năm 2007.
- Biểu diễn ghi hình cho nhiều chương trình truyền hình, như của Nova scienceNow, của PBS, của CBS 4, v.v.
- Tham gia phụ trách liên hoan âm nhạc người khiếm thị 2015 (Invisible Disabilities Association's 2015 Gala Headliner).[19][20]

### Từ thiện
Thông qua việc ủng hộ báo The Voice để mang lại lợi ích cho những người vô gia cư mà Derek Amato đã trải qua. Anh lập kế hoạch thành lập cửa hàng với một số người bán giấy trong thành phố và chơi nhạc của anh ta để thu hút sự chú ý đến sứ mệnh của họ.
* * *
Khi được hỏi sẽ làm gì nếu đột nhiên bị mất "món quà của Chúa", Derek Amato đã trả lời với HuffPost Live: "Nếu nó biến mất, thì tôi đã có được nhiều năm tận hưởng cuộc sống thật tươi đẹp."